# Serie A 1999/2000
Soutěžní ročník Serie A 1999/00 byl 98. ročník nejvyšší italské fotbalové ligy a 68. ročník od založení Serie A. Soutěž začala 29. srpna 1999 a skončila 14. května 2000. Účastnilo se jí opět 18 týmů z toho 14 se kvalifikovalo z minulého ročníku. Poslední čtyři týmy předchozího ročníku, jimiž byli Salernitana Sport, UC Sampdoria, Vicenza Calcio a poslední tým ročníku - Empoli FC, sestoupily do druhé ligy. Opačným směrem putovali čtyři týmy, jimiž byli Hellas Verona FC (vítěz druhé ligy), Turín Calcio, US Lecce a Reggina Calcio.
Titul v soutěži obhajoval klub Milán AC, který v minulém ročníku získal své 16. prvenství v soutěži.

## Přestupy hráčů
| Jméno                | odkud                     | kam                  |                               |
| -------------------- | ------------------------- | -------------------- | ----------------------------- |
| Gennaro Gattuso      | Salernitana Sport         | Milán AC             |                               |
| Andrij Ševčenko      | Dynamo Kyjev              | Milán AC             |                               |
| Dida                 | Cruzeiro                  | Milán AC             |                               |
| Christian Ziege      | Milán AC                  | Middlesbrough FC     |                               |
| Vincenzo Montella    | UC Sampdoria              | AS Řím               |                               |
| Hidetoši Nakata      | AC Perugia                | AS Řím               |                               |
| Paulo Sérgio         | AS Řím                    | Bayer Leverkusen     |                               |
| Christian Vieri      | SS Lazio                  | FC Inter Milán       | nejdražší přestup ve své době |
| Clarence Seedorf     | Real Madrid               | FC Inter Milán       |                               |
| Angelo Peruzzi       | Juventus FC               | FC Inter Milán       |                               |
| Iván Córdoba         | CA San Lorenzo de Almagro | FC Inter Milán       | přestup v zimě                |
| Christian Panucci    | Real Madrid               | FC Inter Milán       |                               |
| Laurent Blanc        | Olympique de Marseille    | FC Inter Milán       |                               |
| Luigi Di Biagio      | AS Řím                    | FC Inter Milán       |                               |
| Mikaël Silvestre     | FC Inter Milán            | Manchester United FC |                               |
| Aron Winter          | FC Inter Milán            | AFC Ajax             |                               |
| Diego Simeone        | FC Inter Milán            | SS Lazio             |                               |
| Gianluca Pagliuca    | FC Inter Milán            | Bologna FC 1909      |                               |
| Edwin van der Sar    | AFC Ajax                  | Juventus FC          |                               |
| Gianluca Zambrotta   | AS Bari                   | Juventus FC          |                               |
| Simone Perrotta      | Juventus FC               | AS Bari              |                               |
| Thierry Henry        | Juventus FC               | FC Arsenal           |                               |
| Didier Deschamps     | Juventus FC               | FC Chelsea           |                               |
| Morgan De Sanctis    | Juventus FC               | Udinese Calcio       |                               |
| Juan Sebastián Verón | AC Parma                  | SS Lazio             |                               |
| Néstor Sensini       | AC Parma                  | SS Lazio             |                               |
| Fabrizio Ravanelli   | Olympique de Marseille    | SS Lazio             |                               |
| Márcio Amoroso       | Udinese Calcio            | AC Parma             |                               |
| Ariel Ortega         | UC Sampdoria              | AC Parma             |                               |
| Marco Di Vaio        | Salernitana Sport         | AC Parma             |                               |
| Stefano Fiore        | AC Parma                  | Udinese Calcio       |                               |
| Enrico Chiesa        | AC Parma                  | AC Fiorentina        |                               |
| Abel Balbo           | AC Parma                  | AC Fiorentina        |                               |
| Predrag Mijatović    | Real Madrid               | AC Fiorentina        |                               |
| Marco Materazzi      | FC Everton                | AC Perugia           |                               |

## Složení ligy v tomto ročníku
| Klub             | Město              | Stadión                      | Kapacita | Trenér | 1998/99          |
| ---------------- | ------------------ | ---------------------------- | -------- | --- | ---------------- |
| AS Bari          | Bari               | Stadio San Nicola            | 58 270   | Eugenio Fascetti                                                                                               | 10.              |
| Bologna FC 1909  | Bologna            | Stadio Renato Dall'Ara       | 38 000   | Sergio Buso (do 7. kola) Francesco Guidolin                                                                    | 9.               |
| Cagliari Calcio  | Cagliari           | Stadio Sant'Elia             | 40 900   | Óscar Tabárez (do 4. kola) Renzo Ulivieri                                                                      | 13.              |
| AC Fiorentina    | Florencie          | Stadio Artemio Franchi       | 46 000   | Giovanni Trapattoni                                                                                            | Bronzová medaile |
| US Lecce         | Lecce              | Stadio Via del Mare          | 40 600   | Alberto Cavasin                                                                                                | Serie B          |
| Milán AC         | Milán              | Stadio Giuseppe Meazza       | 85 700   | Alberto Zaccheroni                                                                                             |                  |
| FC Inter Milán   | Milán              | Stadio Giuseppe Meazza       | 85 700   | Marcello Lippi                                                                                                 | 8.               |
| AC Parma         | Parma              | Stadio Ennio Tardini         | 36 725   | Alberto Malesani                                                                                               | 4.               |
| AC Perugia       | Perugia            | Stadio Renato Curi           | 25 000   | Carlo Mazzone                                                                                                  | 14.              |
| Piacenza FC      | Piacenza           | Stadio Leonardo Garilli      | 21 000   | Luigi Simoni (do 16. kola) Maurizio Braghin (do 17. kola) Daniele Bernazzani + Maurizio Braghin                | 12.              |
| Reggina Calcio   | Reggio di Calabria | Stadio Oreste Granillo       | 27 000   | Franco Colomba                                                                                                 | Serie B          |
| AS Řím           | Řím                | Stadio Olimpico              | 82 900   | Fabio Capello                                                                                                  | 5.               |
| SS Lazio         | Řím                | Stadio Olimpico              | 82 900   | Sven-Göran Eriksson                                                                                            | Stříbrná medaile |
| Turín Calcio     | Turín              | Stadio delle Alpi            | 77 500   | Emiliano Mondonico                                                                                             | Serie B          |
| Juventus FC      | Turín              | Stadio delle Alpi            | 77 500   | Carlo Ancelotti                                                                                                | 7.               |
| Udinese Calcio   | Udine              | Stadio Friuli                | 40 000   | Luigi De Canio                                                                                                 | 6.               |
| AC Benátky       | Benátky            | Stadio Pier Luigi Penzo      | 9 900    | Luciano Spalletti (do 8. kola) Giuseppe Materazzi (do 11. kola) Luciano Spalletti (do 20. kola) Francesco Oddo | 11.              |
| Hellas Verona FC | Verona             | Stadio Marcantonio Bentegodi | 39 000   | Cesare Prandelli                                                                                               | Serie B          |

## Tabulka
| Poř. | Tým              | Z  | V  | R  | P  | VG | OG | B  |
| ---- | ---------------- | -- | -- | -- | -- | -- | -- | -- |
| 1.   | SS Lazio         | 34 | 21 | 9  | 4  | 64 | 33 | 72 |
| 2.   | Juventus FC      | 34 | 21 | 8  | 5  | 46 | 20 | 71 |
| 3.   | Milán AC         | 34 | 16 | 13 | 5  | 65 | 40 | 61 |
| 4.   | FC Inter Milán   | 34 | 17 | 7  | 10 | 58 | 36 | 58 |
| 5.   | AC Parma         | 34 | 16 | 10 | 8  | 52 | 37 | 58 |
| 6.   | AS Řím           | 34 | 14 | 12 | 8  | 57 | 34 | 54 |
| 7.   | AC Fiorentina    | 34 | 13 | 12 | 9  | 48 | 38 | 51 |
| 8.   | Udinese Calcio   | 34 | 13 | 11 | 10 | 55 | 45 | 50 |
| 9.   | Hellas Verona FC | 34 | 10 | 13 | 11 | 40 | 45 | 43 |
| 10.  | AC Perugia       | 34 | 12 | 6  | 16 | 36 | 52 | 42 |
| 11.  | Bologna FC 1909  | 34 | 9  | 13 | 12 | 32 | 39 | 40 |
| 12.  | Reggina Calcio   | 34 | 9  | 13 | 12 | 31 | 42 | 40 |
| 13.  | US Lecce         | 34 | 10 | 10 | 14 | 33 | 49 | 40 |
| 14.  | AS Bari          | 34 | 10 | 9  | 15 | 34 | 48 | 39 |
| 15.  | Turín Calcio     | 34 | 8  | 12 | 14 | 35 | 47 | 36 |
| 16.  | AC Benátky       | 34 | 6  | 8  | 20 | 30 | 60 | 26 |
| 17.  | Cagliari Calcio  | 34 | 3  | 13 | 18 | 29 | 54 | 22 |
| 18.  | Piacenza FC      | 34 | 4  | 9  | 21 | 19 | 45 | 21 |

Poznámky
- Z = Odehrané zápasy; V = Vítězství; R = Remízy; P = Prohry; VG = Vstřelené góly; OG = Obdržené góly; B = Body
- za výhru 3 body, za remízu 1 bod, za prohru 0 bodů.
- klub Udinese Calcio postoupil do Poháru UEFA přes vítězství v Poháru Intertoto.
- klub FC Inter Milán hrál dodatečný zápas s klubem AC Parma (3:1) o Ligy mistrů 2000/01.

|  | Mistr ligy a Přímý postup do Ligy mistrů 2000/01 |
|  | Přímý postup do Ligy mistrů 2000/01              |
|  | Postup do 3. předkola Ligy mistrů 2000/01        |
|  | Přímý Postup do Poháru UEFA 2000/01              |
|  | Sestup do Serie B 2000/01                        |

## Střelecká listina
Nejlepším střelcem tohoto ročníku Serie A se stal ukrajinský útočník Andrij Ševčenko. Hráč AC Milán vstřelil 24 branek.
| P.  | Nár       | Hráč                | Tým             | Branky |
| --- | --------- | ------------------- | --------------- | ------ |
| 1.  | Ukrajina  | Andrij Ševčenko     | Milán AC        | 24     |
| 2.  | Argentina | Gabriel Batistuta   | AC Fiorentina   | 23     |
| 3.  | Argentina | Hernán Crespo       | AC Parma        | 22     |
| 4.  | Itálie    | Vincenzo Montella   | AS Řím          | 18     |
| 4.  | Itálie    | Marco Ferrante      | Turín Calcio    | 18     |
| 6.  | Itálie    | Giuseppe Signori    | Bologna FC 1909 | 15     |
| 6.  | Itálie    | Filippo Inzaghi     | Juventus FC     | 15     |
| 6.  | Itálie    | Cristiano Lucarelli | US Lecce        | 15     |
| 9.  | Itálie    | Christian Vieri     | FC Inter Milán  | 13     |
| 10. | Chile     | Marcelo Salas       | SS Lazio        | 12     |
| 10. | Itálie    | Roberto Muzzi       | Udinese Calcio  | 12     |

## Vítěz
| Serie A 1999/00 SS Lazio (2. titul) |